# Harstad/Narvik repülőtér
A Harstad/Narvik repülőtér (IATA: EVE, ICAO: ENEV) Norvégia egyik nemzetközi repülőtere, amely Evenes Municipality közelében található. Éves utasforgalma 794 106 fő (2022).

## Futópályák
A repülőtér futópályái:
- 17/35 (2808 m, 45 m, aszfalt)

## Forgalom
Az utasforgalom az elmúlt években az alábbi módon változott:
| Utasok száma | 490 772 | 397 435 | 469 721 | 498 446 | 551 573 | 616 453 | 709 239 | 755 442 | 396 716 | 794 106 |
|              | 2000    | 2002    | 2005    | 2007    | 2010    | 2012    | 2015    | 2017    | 2020    | 2022    |